# Monster High
Monster High es una franquicia de muñecas a la moda creadas por Mattel y lanzadas al mercado en 2010. Sus personajes están inspirados en monstruos famosos del cine, la literatura y otros medios o mitologías.
Lisi Harrison es la autora de las novelas de Monster High para jóvenes/adultos, la primera de las cuales fue puesta en venta en 2010. De estas novelas se basaron para hacer la franquicia de productos de juguetería y audiovisuales que se inició en diciembre de 2010 con el lanzamiento de las muñecas por Mattel. Fueron diseñadas por Garrett Sander, y finalmente tras un cambio de ilustrador; por su estilo descontextualizado; se usarían las ilustraciones de Kellee Riley.
La franquicia Monster High también incluye otros productos de consumo tales como papelería, bolsas, llaveros, y varios juguetes. También hay especiales de TV de Monster High, una serie de televisión web y varias películas. 
Dentro de los personajes existen los “normies” personas de aspecto humano normal. Por otro lado, el resto de Monster High, que son de aspecto humano con mutaciones, hijos e hijas de monstruos típicos como de hombres lobo, vampiros y zombis, aunque también de historias o cuentos ficticios como el Monstruo de Frankenstein, Medusa o El fantasma de la ópera, distinguiéndolas de las muñecas tradicionales.
En febrero de 2021, Mattel anunció el regreso de la marca Monster High, prometiendo nuevos productos y contenidos en 2022. Mattel Television anunció una nueva serie animada y una película de acción en vivo basada en la franquicia. Ambos proyectos salieron al aire en Nickelodeon en los Estados Unidos en 2022.

## Muñecas
Hay cuatro tipos de tamaños de muñecas. Un tipo mide 24 cm. Los personajes que tienen este cuerpo son los personajes de entre 14 y 15 años, como Howleen Wolf, Twyla, Lorna McNessie, River Styxx, Mouscedes King y Kjersti Trollson (de esta edad solamente han aparecido chicas). Un cuerpo de 26 centímetros es para los personajes adolescentes femeninos de entre 16 y 17 años, como Frankie Stein, Cleo De Nile, Draculaura, Clawdeen Wolf, y en casos pocos comunes de 15 años, como Lagoona Blue, Spectra Voldergeist entre otras. El siguiente es sólo para los chicos, como Clawd Wolf, Jackson Jekyll, Deuce Gorgon, Holt Hyde y Heath Burns, y mide 30 cm (dependiendo del cabello). El siguiente es para las chicas mayores de edad, las cuales ya no estudian en Monster High como Nefera De Nile, Clawdia Wolf y Casta Fierce. Marisol Coxi también posee este tipo de cuerpo, pero además tiene unos pies extremadamente grandes comparados con las demás muñecas ya que es hija del Maricoxi, heredando de ella esta característica. Sus cuerpos están hechos de plástico, mientras que sus cabezas están hechas de PVC blando. Son fabricadas en Indonesia y China. Tienen varios tonos de piel (azul, verde, rosa, marrón, púrpura, lila, negro, blanco, dorado, etcétera) y cada personaje tiene un molde para la cabeza único. Su pelo está hecho de fibras como kanekalon y saran, sin embargo algunos personajes masculinos tienen el cabello moldeado de plástico rígido. Los cuerpos de los muñecos son totalmente articulados, con brazos y manos removibles. En la actualidad, se han hecho algunas colecciones que no poseen brazos articulados, para que los niños más pequeños no puedan metérselos a la boca.
Aparte de en atributos físicos, como cabello y color de piel, las muñecas son muy diferentes en la caracterización de sus ropas. Todas tienen diferentes atributos heredados de sus padres monstruos, como colmillos, orejas de lobo, aletas, vendas, escamas, alas, etc. La primera muñeca de cada personaje, lanzada en la "Línea Básica" suele estar acompañada de un diario, completado por el personaje representado por la muñeca y su mascota.

## Medios y sitio web
El sitio web de Monster High fue lanzado el 6 de mayo de 2010 (se encuentra actualmente no disponible). Cualquiera que lo visitase podía acceder a juegos, las biografías de los personajes, descargas y otras actividades. El sitio web se llamaba, respectivamente:
- E.E.U.U: www.monsterhigh.com
- España: www.monsterhigh.es
- México: www.monsterhighlatina.com

El sitio también hacía posible la visita a los webisodios de Monster High, que actualmente son más de 90. Los webisodios pueden ser vistos en su idioma original, inglés, en el canal oficial de YouTube. Hay dos temas musicales para la franquicia, también en el canal, uno titulado "Fright Song" (La canción del miedo), lanzado en 2010 y el otro "We are Monster High" creado en 2013.
Monster High también ha lanzado especiales para televisión en canales como Cartoon Network, incluyendo "New Ghoul @ School" (La chica nueva del insti), "Fright On!" ("Guerra de Colmillos"), "Why do Ghouls Fall in Love?" ("Un Romance Monstruoso"), "Escape from Skull Shores" ("Espantada en Isla Calavera"), "Ghouls Rule" ("Una fiesta divina de la muerte") y "Scaris: City of Frights" ("Scaris: Un Viaje Monstruosamente Fashion").
El 9 de octubre de 2012, el primer DVD de la franquicia titulado "Ghouls Rule" fue lanzado al mercado en Estados Unidos y el Reino Unido. Se han lanzado dos videojuegos para las consolas Nintendo DS y Wii: Monster High: Ghoul Spirit se lanzó en octubre de 2011, y Monster High Skultimate Roller Maze (Monster High: El Patinaje Laberíntico) en noviembre de 2012. Aplicaciones para iPhone, iPad y iPod Touch, como "Ghoul Box" están disponibles en  iTunes.

## Personajes de Monster High

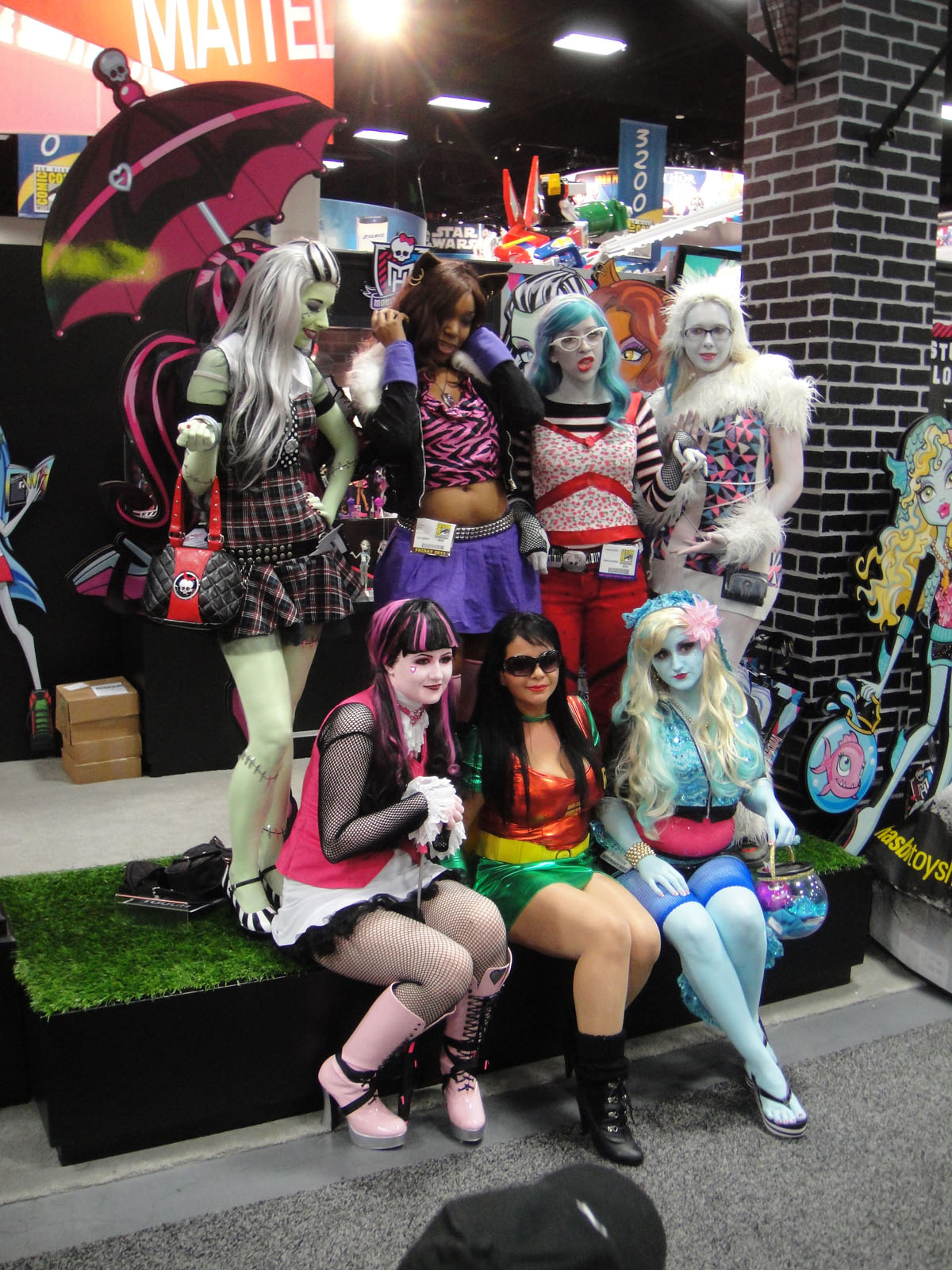
Cosplayers de Frankie Stein, Clawdeen Wolf, Ghoulia Yelps, Abbey Bominable, Draculaura y Lagoona Blue en la Comic-Con de San Diego de 2011.

La serie de dibujos animados de Monster High, los diarios, las líneas de muñecos y los libros se centran en el cuerpo estudiantil diverso y creciente de Monster High, con un grupo de siete monstruos como protagonistas, pero además tiene toda una larga cadena de estudiantes:

### Alumnos
- Abbey Bominable (Hija del Yeti)
- Amanita Nightshade (Hija de la Flor Inmortal)
- Andy Beast (Hijo de la Bestia)
- Ari Hauntington (Hija del Fantasma)
- Astranova (Hija del Extraterrestre del Cometa)
- Avea Trotter  (Hija de un Centauro y una Harpía)
- Demi Boovais (Hija de Fantasmas)
- Batsy Claro (Hija del Murciélago Vampiro Blanco)
- Bonita Femur (Hija de un Esqueleto y una Polilla)
- Laura Wynter Wolf (Hija del lobo)
- Bram Devein (Hijo de un Vampiro)
- Casta Fierce (Hija de la Bruja Circe)
- Catrine DeMew (Hija de los Felinos)
- Pawla Wolf (Hija del Hombre Lobo)
- Catty Noir (Hija del Hombre Gato Negro)
- Ellis Ghould (Hijo de La Reina Zamahara)
- Clawd Wolf (Hijo del Hombre Lobo)
- Clawdeen Wolf (Hija del Hombre Lobo)
- Clawdia Wolf (Hija del Hombre Lobo)
- Cleo De Nile (Hija de la Momia)
- Dayna Treasura Jones (Hija de Davy Jones)
- Deuce Gorgon (Hijo de Medusa)
- Djinni Whisp Grant (Hija del Genio)
- Draculaura Sangrientez (Hija del Conde Drácula)
- Elissabat Stoker (Hija del Vampiro)
- Elle Eedee (Hija del Robot)
- Enara Udabe (Hija de Tiffany Valentines)
- Urko Sesma (Hijo de la niña del exorcista)
- Cherry Agheyisi (Hija del gato negro)
- Fawntine Fallowheart (Hija del Ciervo Antropomorfo)
- Finnegan Wake (Hijo del Tritón)
- Frankie Stein (Hija de Frankenstein)
- Garrott Du Roque (Hijo de la Gárgola)
- Ghoulia Yelps (Hija de un Zombi)
- Gigi Grant (Hija del Genio)
- Gil Gillington Webber (Hijo del Monstruo de Agua Dulce)
- Gilda Goldstag (Hija de la Cierva Dorada)
- Gooliope Jellington (Hija de La Mancha Voraz)
- Gory Fangtell (Hija de un Vampiro)
- Quill Talyntino (Hija de la Arpía)
- Heath Burns (Hijo del Triángulo de Elementos Básicos del Fuego)
- Holt Hyde (Hijo de Mr. Hyde)
- Honey Swamp (Hija del Monstruo del Pantano)
- Hoodude Voodoo (Creado por Frankie Stein)
- Howleen Wolf (Hija del Hombre Lobo)
- Invisi Billy (Hijo del Hombre Invisible)
- Iris Clops (Hija del Cíclope)
- Isi Dawndancer (Hija del Espíritu del Ciervo)
- Jane Boolittle (Hija del Dr. Boolittle)
- Jackson Jekyll (Hijo del Dr. Jekyll)
- Jinafire Long (Hija del Dragón Chino)
- Johnny Spirit (Hijo del Fantasma)
- Kala Mer'ri (Hija del Kraken)
- Kieran Valentine (Hijo de un Vampiro)
- Kiyomi Haunterly (Hija del Noppera-Bō)
- Kjersti Trollson (Hija de un Trol)
- Lagoona Blue (Hija del Monstruo Marino de Agua Salada)
- Lorna McNessie (Hija del Monstruo del Lago Ness)
- Luna Mothews (Hija del Hombre Polilla)
- Manny Taur (Hijo del Minotauro)
- Marisol Coxi (Hija de Pie Grande)
- Moanica D'Kay (Hija del Zombi Parlante)
- Mouscedes King (Hija del Rey Rata)
- Nefera De Nile (Hija de la Momia)
- Neighthan Rot (Hijo de un Zombi y una Unicornio)
- Operetta (Hija del Fantasma de la Ópera)
- Peri & Pearl Serpentine (Hijas de la Hidra)
- Porter Geiss (Hijo del Poltergeist)
- Posea Reef (Hija de Poseidón)
- Purrsephone & Meowlody (Hijas del Hombre Tigre)
- Raythe (Hijo de un Vampiro)
- River Styxx (Hija de La Muerte)
- Robecca Steam (Hija del Científico Loco)
- Rochelle Goyle (Hija de la Gárgola)
- Scarah Screams (Hija de la Banshee)
- Seth Ptolemy (Hijo de la Momia)
- Silvi Timberwolf (Hija del Hombre Lobo Gris)
- Sirena Von Boo (Hija de un Fantasma y una Sirena)
- Skelita Calaveras (Hija del Esqueleto)
- Sloman Slo-Mo Mortavitch (Hijo del Zombi)
- Spectra Vondergeist (Hija de un Fantasma)
- Toralei Stripe (Hija del Hombre Tigre)
- Treesa Thornwillow (Hija de la Ninfa de los Árboles)
- Twyla Boogieman (Hija de El Coco)
- Vandala Doubloons (Hija del Pirata Fantasma)
- Venus McFlytrap (Hija de la Planta Carnívora)
- Viperine Gorgon (Hija de Stheno)
- Wydowna Spider (Hija de Arachne)
- C.A. Cupid (Hija de Eros)

### Profesores
- Directora Buenasangre (Hija del Jinete Sin Cabeza y directora de Monster High)
- Señor Rotter (Profesor de Lenguas Muertas)
- Señor Hackington (Profesor de Ciencia Loca)
- Señor Mummy (Profesor de Calcuhorror)
- Señora Kindergrübber (Profesora de Cocina)
- Señor Where (Profesor de Drama)
- Coach Igor (Profesor de Gimnasia del Igor)
- Señor Verizhe (Profesor de Gimnasia)
- Señor Lou Zarr (Profesor Dragonometría)
- Sylphia Flapper (Profesora de Dragochismografía 101 y Dragonomía)
- Music Teacher (Profesor de Música)
- Señor Kombus (Profesor de historia e hijo de Mr. Hyde)

### Trabajadores
- Crabgrass (Asistente de dirección)
- Sue Nami (Diputada de Desastres, supervisora de pasillo y asistente de dirección)
- Señor D'eath (Consejero de La Muerte)
- G. Reaper (Consejero)
- Señor Ogrethor (Custodio de la escuela)

### Celebridades
- Boo-Lu Cerone (Hija del Fantasma Guardián del Cementerio)
- Grimmily Anne McShmiddlebopper (Hija del Monstruo de Lago Ness)
- Zomby Gaga (Hija del Zombi)

## Libros
Las novelas de Monster High para jóvenes adultos son escritas por Lisi Harrison, quien es conocida por escribir la popular serie de libros ''La Pandilla" (en ingles "The Clique"). Los libros tienen lugar en un universo ficticio diferente a los webisodios y tratan sobre las dificultades de los personajes viviendo en el mundo "normie", sus luchas con el amor, la vida social, la escuela y el no ser marginados por ser monstruos por parte de los "normis" (los seres humanos). La primera novela fue lanzada en 2010. El libro gira en torno a Frankie Stein y Melody Cárver. La segunda novela de la saga, ''Monstruos de lo más normales'', fue lanzada el 6 de abril de 2011. La tercera, ''Querer es poder,'' el 29 de septiembre de 2011. La cuarta y última novela, titulada ''¡Más muertos que nunca!'', fue lanzada en septiembre de 2012.
El primer libro de Monster High de Gitty Daneshvari, titulado "Monster High monstruoamigas para siempre", fue lanzado el 5 de septiembre de 2012. Tiene una continuación (parte 2) titulada: "Las monstruoamigas se la pasan de miedo", que fue puesto a la venta el 2 de abril de 2013. El siguiente libro (parte 3) de la serie monstruo-amigas es "Una monstruoamiga muy misteriosa" y fue lanzado el 10 de septiembre de 2013. Y a última novela de esta serie es "Monstruoamigas hasta el final", que fue lanzado el 16 de diciembre de 2014. Estos libros tratan de Rochelle Goyle, Robbeca Steam y Venus McFlytrap, y de su amistad en Monster High. 
En los libros de Lisi Harrison, tienen iPhones (iFonos) en lugar de iCoffins (a pesar de que los libros eran lo primero), a diferencia de en los webisodios; Frankie es la hija de dos personajes llamados Viktor Stein y Viveka Stein, y es la nieta del monstruo de Frankenstein, en lugar de su hija; además hay personajes exclusivos de libros, como Melody, Candace, Beau y Gloria Carver. Melody es la hija de Gloria y Beau, pero ella se revela más adelante para ser una sirena, no un ser humano real en absoluto. Asimismo, la verdadera hija de Gloria y Beau es Candace, su hija adoptiva.

## Reboot (2016)
A finales de 2016, se anunció un Reinicio o Reboot de la franquicia. El motivo de este reboot fue la finalización del contrato del creador de las Monster High Garrett Sanders, con la empresa Mattel. Garret Sanders no volvería a colaborar ni participar en las nuevas series de muñecas de la franquicia. Terminaría dedicándose al diseño y creación de otro tipo muñecas, junto a diferentes marcas jugueteras. En este reinicio se crearon nuevos personajes y películas, así como canciones.  Los personajes nuevos hasta ahora son Ari Hauntington, Moanica D'Kay, Treesa Thornwillow, Silvi Timberwolf, Dracula, Raythe, Gob, Woole, Skelly, Bonesy, la Señora Harriet Wolf, Danna Treasure Jones, etcétera. Películas nuevas como "Welcome to Monster High" y "Electrified", canciones como "We're the Monstars" y "Better Together" son algunos productos nuevos. Posteriormente se produciría la cancelación de sus últimas líneas de muñecas y playsets jamás producidas por la crisis actual de la empresa juguetera Mattel.

## Películas y especiales de televisión
- New Ghoul in School (La chica nueva del Insti o La Chica Nueva): En esta película, se narran los primeros días de escuela de Frankie, los problemas que enfrenta toda chica nueva en la escuela y como se hace amiga de Draculaura, Clawdeen, Lagoona, Ghoulia y más tarde Cleo y Deuce. La película viene incluida en formato DVD con la línea de muñecas "Dawn of the Dance" ("La Alba del gran Baile" en español). Se estrenó el 31 de octubre de 2010 en Nickelodeon y tiene una duración de 23 minutos. Esta película podía ser vista en español en el sitio web de Monster High.

- Fright On! (Guerra de colmillos o Colmillos vs. Pelo): La película narra los problemas que enfrentan los estudiantes de Monster High cuando la Directora Buenasangre intenta juntar en su escuela a los vampiros y a los hombres Lobo, ya que ambas especies han sido enemigas desde hace siglos. Todo va genial, hasta que la señora Mala Hierba y el señor Van Helscream, un cazador de monstruos, se interponen y destruyen esta amistad, convirtiendo a la Directora Buenasangre en piedra y suplantándola. Frankie y sus amigos tendrán que ayudar a la Directora Buenasangre a recuperarse y a todo Monster High a reconciliarse. Se estrenó el 30 de octubre de 2011 en Nickelodeon y tiene una duración de 46 minutos.

- Why do Ghouls Fall in Love? (Un monstruoso romántico o Amor Monstruoso): Es el primer largometraje de Monster High en 3D, en el cual relata la historia del 1600 "cumplespantos" de Draculaura y cómo su novio, Clawd, intenta complacerla en ese día especial. Sin embargo, las organizadoras, Cleo y Clawdeen, descartan invitar a Toralei y sus dos amigas gemelas, por lo que estas felinas buscan arruinar dicho acontecimiento, invitando al exnovio de Draculaura, Valentine, un vampiro de mala sangre, que viene con la intención de robarle su corazón. Pero con la ayuda de sus amigas, Clawd y Cupido sortearán los malévolos planes de Valentine y Toralei, derrotándolos en el acto, resultando en la reconciliación de Clawd y Draculaura. La línea "Dulces 1600" está ligada a esta película. Se estrenó el 12 de febrero de 2012 en Nickelodeon y tiene una duración de 46 minutos.

- Escape from Skull Shores (Espantada de la Isla Calavera o Escape de Playa Calavera): Frankie, Draculaura, Cleo, Clawdeen, Lagoona, Gil, Ghoulia y Abbey deciden ir a tomar unas divertidas vacaciones en La Gran Barrera de Coral, pero las cosas empeoran cuando el Kraken rompe su yate y son atrapadas por el malvado Sr. Farnoom, quien las lleva a la isla Calavera, con la intención de atrapar a una mítica Bestia que ronda por esa isla para exhibirla en su circo de Fenómenos. Sin embargo, las chicas descubren esto e intentarán impedir que el Sr. Farnoom cumpla su malévolo objetivo. La línea de muñecas que está ligada a la película, se llama "Skull Shores". Se estrenó el 13 de abril de 2012 en Nickelodeon y tiene una duración de 46 minutos.

- Ghouls Rule (Una Fiesta Tenebrosa o Una Fiesta Divina de la Muerte): Aparentemente, Holt Hyde parece ser el culpable de que la escuela de humanos de New Salem este pintada con la calavera de Monster High. Lo que nadie sospecha es que la verdadera culpa es de Cleo de Nile y de Lilth Van Helscream (la hija de Van Helscream, el cazador de monstruos) quienes lo acusaron a él, y entonces, Holt sufrirá el castigo de "Truco o Travesura". Los monstruos de Monster High y algunos humanos deciden entonces aclarar las cosas, salvar a Holt y establecer nuevamente el verdadero significado de Halloween. Es el primer largometraje de Monster High en ser coproducido por Universal Pictures. Se estrenó el 9 de octubre de 2012 en DVD y Blu-ray, y tiene una duración de 71 minutos.

- Friday Night Frights (Viernes de Patinaje Terrorífico): Hay una competencia de patinaje extremo entre varias escuelas de monstruos, en el cual los chicos compiten contra alumnos de otras escuelas en un laberinto cambiante, pero en la carrera contra las gárgolas de Ciudad de Granito, algunos estudiantes del equipo de Monster High, como Clawd, Deuce y Gil, salen lastimados. Es entonces cuando las chicas (Frankie, Draculaura, Cleo, Clawdeen, Lagoona y Abbey) deciden competir y recuperar el escudo de Monster High, sin el cual la escuela se hace pedazos para finalmente derrumbarse. Al equipo se acaban uniendo Operetta, y al darse cuenta de que las chicas están enfrentándose al sistema por competir; Rochelle Goyle, que antes estudiaba y patinaba con un yelmo (para ocultar su identidad) en Ciudad de Granito, pero ellas la inspiraron a dejar de ocultarse; y Robecca Steam, antigua patinadora de Monster High, desaparecida durante una carrera y reconstruida por Ghoulia y Frankie. La colección de esta película es la línea "Skulltimate Roller Maze". Se estrenó el 5 de febrero de 2013 en DVD y Blu-ray, y tiene una duración de 46 minutos.

- Scaris: City of Frights (Scaris: Un Viaje Monstruosamente Fashion en España y Scaris: Ciudad del Terror en Hispanoamérica): Clawdeen gana la oportunidad de ir a Scaris (juego de palabras entre París y "Scary", asustadizo en inglés) a estudiar alta costura, acompañada de sus monstruo-amigas, así como también Toralei, quien se coló viajando en una de las maletas de Abbey. Ya en las oficinas de Fantasmella, Guillontine conoce a Jinafire Long, y a Skelita Calaveras. A lo largo de la película se presentan personajes como Catrine DeMew, quien pinta algunas de las escenas de esta misma. Paralelamente Frankie ayuda a Rochelle a buscar a su exnovio perdido en Scaris, al cual encuentran en las catacumbas prisionero de la diseñadora, mientras Cleo y las demás recorren la ciudad. Posteriormente descubren el plan de Guillontine y deciden contrarrestarlo con otro desfile de modas organizada por ellas mismas, incluyendo a Jinafire y Skelita, ganándole a esta misma Guillontine en su propio juego. Posteriormente se presenta una subaventura denominada "From Fear to Eternity", la cual consiste en que al terminar el viaje todas regresan, salvo por el detalle de que Frankie debía cuidar el libro de Clawdeen, el cual se extravía por un descuido de Heat, así que el grupo de Frankie busca este mismo por casi todo el mundo pasando por lugares que no pensaron que visitarían debido a sus apretadas agendas. Después de esto, el libro las lleva de vuelta a Monster High. Se estrenó el 3 de marzo de 2013 en Nickelodeon y tiene una duración de 61 minutos.

- 13 Wishes (13 Monstruo-deseos en España y 13 Deseos en Hispanoamérica): Es un largometraje en formato DVD, lanzado por Mattel en asociación con Universal Pictures. 13 Wishes revive el viejo refrán: "Ten cuidado con lo que deseas". Cansada de estar bajo la sombra de su popular hermana mayor, Howleen Wolf encuentra una antigua lámpara mágica escondida en lo profundo del ático de Monster High. La genio de la lámpara, Gigi Grant, es liberada y no le concede tres deseos a Howleen, sino que le concede trece deseos. Al principio Howleen tiene cuidado, y pide deseos para sus amigos, no para sí misma, pero cada deseo viene con un lado oscuro y la tentación la lleva a causar estragos sobre los estudiantes. Frankie, Clawdeen, Draculaura y el resto de monstruos deberán salvar a Howleen y al alma de Monster High. Además, a lo largo de la película, aparecen nuevos personajes como Twyla (hija del Coco y mejor amiga de Howleen), Gigi Grant (hija del Genio de la lámpara) y Whisp Grant (la sombra malvada del Genio de la lámpara). Se estrenó el 8 de octubre de 2013 en DVD y Blu-ray, y tiene una duración de 73 minutos.

- Frights, Camera, Action! (¡Sustos, Cámara, Acción! en Hispanoamérica o ¡Monstruos, Cámara, Acción! en España): Esta película cuenta con nuevos personajes como Viperine Gorgon, Honey Swamp, Elissabat y Clawdia Wolf. Cuando el malvado Lord Stoker ve en peligro su cargo como líder, toma al azar a una de las vampiras de la Corte Real para hacerla pasar por Reina Vampira. Elige a Draculaura porque sabría que no tendría el valor para contradecirlo, pero Draculaura descubre su plan cuando va con sus amigas y descubre que el Corazón Vampiro no brilla al tocarlo. Entonces, junto a sus amigas y Hoodude, encuentran una carta de Elissabat, la sobrina de Lord Stoker, que desapareció hace mucho y les escribe sobre la localización del Corazón Vampiro. Por eso, viajarán por muchos lugares intentando encontrar el Corazón Vampiro y a la legítima Reina Vampiro antes que Lord Stoker las encuentre a ellas. Se estrenó el 25 de marzo de 2014 en DVD y Blu-ray, y tiene una duración de 73 minutos.

- Freaky Fusion (Fusión Espeluznante para Hispanoamérica o Fusión Monstruosa para España): Frankie busca averiguar más sobre su pasado durante el Bicentenario, así que descubren una máquina del tiempo que las llevará a la época en la que fue fundada Monster High. Sin embargo, al intentar regresar, se pierden en una especie de vórtice de espacio-tiempo, y algunas de las chicas se fusionan entre sí: Cleo con Toralei, Clawdeen con Venus, Robecca con Draculaura, y Lagoona con Jinafire. Así que deberán sortear todas las dificultades que representa este problema, combinar habilidades y aprender a usarlas para poder rescatar a Frankie de una situación que le puede costar su vida. En esta película, aparecen nuevos personajes como Neighthan Rot, Avea Trotter, Bonita Fémur, y Sirena Von Boo. Se estrenó el 30 de septiembre de 2014 en DVD y Blu-ray, y tiene una duración de 73 minutos. Es la primera película de la temporada 4.

- Haunted (Embrujadas para Hispanoamérica o Fantasmagóricas para España): Cuando Spectra regresa a su antigua escuela fantasma para averiguar por qué Monster High está siendo embrujada, Draculaura, Rochelle, Twyla, Clawdeen y Sirena se transforman en fantasmas para seguirla. Cuando descubren que la directora presiona a los estudiantes con espantosas reglas y cadenas de castigo, las monstruitas, junto a nuevos amigos, River Styxx, Porter Geist, Vándala Doubloons y Kiyomi Haunterly, desenterrarán el misterio de los embrujos y los secretos de la escuela fantasma. Se estrenó el 24 de marzo de 2015 en DVD y tiene una duración de 75 minutos.

- Boo York, Boo York (Boo York o Boo York: Un Musical Monstruoso): Las monstruitas viajan a Boo York cuando Cleo es invitada a una gala en celebración por el regreso de un mágico cometa, pero no todo es diversión y glamur cuando Nefera utiliza los poderes del cometa de una forma malévola para robar la voz de Catty Noir (voz de Belinda). Las monstruitas intentaran descifrar el misterio del cometa a tiempo para salvarla. En esta nueva aventura, conocerán a Luna Mothews, Elle Eedee, Seth Ptholemmy, Mouscedes King (voz de J Balvin) y Astranova. Se estrenó el 29 de septiembre de 2015 en DVD y tiene una duración de 71 minutos.

- Great Scarrier Reef (El Gran Arrecife Monstruoso en Hispanoamérica o Un Viaje la Mar de Monstruoso en España): En la escuela de Monster High, las monstruitas celebraban una fiesta hasta que se cayeron en la piscina, en la que había un remolino. A ella irán Frankie, Clawdeen, Draculaura, Gil, Lagoona y Toralei que se convirtieron en sirenas de diferentes clases, y en ella conocerán a Posea Reef, Peri & Pearl Serpentine y Kala Mer'ri, que les piden que guarden el secreto de que viven en el fondo del mar. Las monstruitas tendrán que bailar para salir del fondo del mar. Se estrenó el 12 de febrero de 2016 en Digital HD y tiene una duración de 71 minutos.

### Reboot deMonster High(2016)
- Welcome to Monster High (Bienvenidos a Monster High): Se trata de un reinicio de la franquicia y presenta una nueva historia de origen. Se cuenta una historia de cómo Draculaura y Frankie se encuentran y deciden crear una escuela donde los monstruos no vivan vidas solitarias y puedan sentirse normales. También reclutan a Cleo, Clawdeen y Lagoona, así como una serie de otros monstruos como Deuce, Venus, Toralei, Twyla, Skelly, etc. La mamá de Clawdeen, Harriet Wolf y Drácula se vuelven maestros en la escuela. Ellas intentan reclutar a una zombi llamada Moanica D'Kay, pero ella quiere llevar a los monstruos para luchar contra los humanos. Moanica incluso secuestra a la estrella del pop favorita de Draculaura, Tash Tash, para demostrar que odiará a Draculaura por ser un monstruo. Resulta que Tash es en realidad un fantasma llamado, Ari Hauntington. Moanica cae en vergüenza y deja la escuela y Draculaura y Frankie son las copresidentes del consejo de estudiantes y continúan con su mensaje de paz y amor. Se agregan nuevos personajes como Skellie, Bonesy, Woole, Gob y Raythe. Se estrenó el 27 de agosto de 2016 en DVD y tiene una duración de 73 minutos.

- Electrizadas (Electrificadas): Cuando Clawdeen sueña con abrir un salón tanto para monstruos como "normis", Frankie se encarga de arreglar la vieja central eléctrica. Pero Moanica planea arruinar sus planes, así que Twyla presta una mano sombría para detenerla. Ahora los espíritus necrófagos tienen que salva la ciudad Normanda y abrir su salón. Aquí conocemos a Silvi Timberwolf. Se estrenó el 28 de marzo de 2017 en DVD y tiene una duración de 71 minutos.

## Serie derivada
En julio de 2013, una nueva serie-derivada fue lanzada como una línea acompañante de Monster High, llamada Ever After High. La serie está basada en los hijos de los personajes de los cuentos de hadas. C.A. Cupido de Monster High es uno de los personajes principales en los episodios de Ever After High.

## Monster High: Adventures of the Ghoul Squad
El 11 de agosto de 2017, Mattel publicó diez episodios de una nueva serie reinicio en la aplicación de YouTube Kids, llamada "Monster High: Adventures of the Ghoul Squad". En los canales Galavisión, fueron publicadas las películas "Welcome to Monster High" y "Monster High: Electrified". En 2018, también fueron publicadas en Boomerang.
| N.º temp. | N.º serie | Título                                                    | Estreno Original        | Estreno Hispanoamérica               |
| --- | --------- | --------------------------------------------------------- | ----------------------- | ------------------------------------ |
| 173 | 1         | «Conozcan al Escuadrón de Monstruos» «Calling All Ghouls» | 11 de agosto de 2017    | 3 de mayo de 2018 (Cartoon Network)  |
| Al escuchar la leyenda de una princesa vampira desaparecida, Draculaura, Frankie Stein, Clawdeen Wolf, Cleo de Nile y Lagoona Blue se juntan con Fangelica, decide buscarla con la esperanza de invitarla a Monster High.  |           |                                                           |                         |                                      |
| 174 | 2         | «Monstruos Isleños» «Island Ghouls»                       | 18 de agosto de 2017    | 10 de mayo de 2018 (Cartoon Network) |
| El Escuadrón Ghoul se dirige a una isla tropical para rescatar a un monstruo, a excepción de Cleo, que debe quedarse atrás y terminar su tarea escolar. Este episodio reintroduce el personaje de Gillington "Gil" Webber. |           |                                                           |                         |                                      |
| 175 | 3         | «Historia de Dos Montañas» «A Tale of Two Mountains»      | 25 de agosto de 2017    | 17 de mayo de 2018 (Cartoon Network) |
| El Escuadrón Ghoul quiere salvar la isla de Gil y decide buscar un monstruo con poderes de hielo para ayudarlos. Este episodio reintroduce el personaje de Abbey Bominable.                                                |           |                                                           |                         |                                      |
| 176 | 4         | «Patitiesas» «Gobsmacked»                                 | 1 de septiembre de 2017 | 24 de mayo de 2018 (Cartoon Network) |
| Draculaura intenta celebrar una noche secreta de chicas con Fangelica la noche antes de una gran prueba, mientras que el resto de la Brigada Ghoul persigue a Gob, que intenta huir en lugar de tomar la prueba.           |           |                                                           |                         |                                      |
| 177 | 5         | «Música Hermostra» «Boo-tiful Music»                      | 8 de septiembre de 2017 | 31 de mayo de 2018 (Cartoon Network) |
| Los Ghouls investigan la leyenda del Fantasma de las Cavernas, con Toralei Stripe invitándose a sí misma. Este episodio reintroduce los personajes de Toralei Stripe y Operetta.                                           |           |                                                           |                         |                                      |